# گونار بار
گونار بار (آلمانی: Gunnar Bahr؛ زادهٔ ۲۱ اکتبر ۱۹۷۴) قایقران قایق بادبانی اهل آلمان است.